# HMS Archer (D78)
La HMS Archer era una portaerei di scorta della classe Long Island, in servizio con questo nome per la Marina britannica durante la Seconda Guerra Mondiale.
Ebbe una storia movimentata: originariamente costruita come nave cargo con il nome di Mormacland, durante la Seconda Guerra Mondiale fu requisita e convertita in portaerei ausiliaria. Dopo la guerra fu inizialmente impiegata come nave cargo, venendo in seguito dotata di sistemazioni provvisorie per il trasporto di migranti (principalmente verso l'Australia) e infine nuovamente trasformata in nave merci. Proprio come nave merci, con il nome di Union Reliance, si incendiò in seguito ad una collisione con la petroliera Berean, riportando danni estesi e venendo, di conseguenza, demolita.

## Caratteristiche
Alla costruzione la nave era un'unità cargo standard di tipo C3-M. Era spinta da quattro motori Diesel accoppiati ad una singola linea d'asse per mezzo di giunti elettromagnetici e di un riduttore; la trasmissione fu fonte di diversi problemi di affidabilità nel primo periodo di servizio della nave.
La conversione in portaerei ausiliaria comportò l'installazione di un ponte di volo leggero in legno, che copriva il 70% circa della lunghezza della nave. Fu inoltre ricavato un hangar sotto il ponte di volo, sul quale i velivoli venivano sollevati per mezzo di un montacarichi posto a prua, oltre che delle attrezzature necessarie a favorire decollo e atterraggio degli aerei. La sovrastruttura originaria fu mantenuta; il ponte di comando fu allargato per migliorare la visibilità, mentre il fumaiolo fu sostituito da due sfoghi laterali, i cui fumi, tuttavia, diminuivano notevolmente la visibilità sul ponte di volo quando la nave era a piena velocità (16 nodi). In questa configurazione la HMS Archer poteva trasportare 16 velivoli.
Al termine della Seconda Guerra Mondiale la nave fu riconvertita in bulk carrier e, successivamente, adattata per il trasporto di migranti. A questo scopo furono costruite delle sistemazioni provvisorie nelle stive, per un totale di più di 1 500 persone. In seguito le sistemazioni passeggeri furono rimosse e la nave tornò a essere impiegata come mercantile.

## Servizio

### 1939 - 1945: Mormacland, HMS Archer

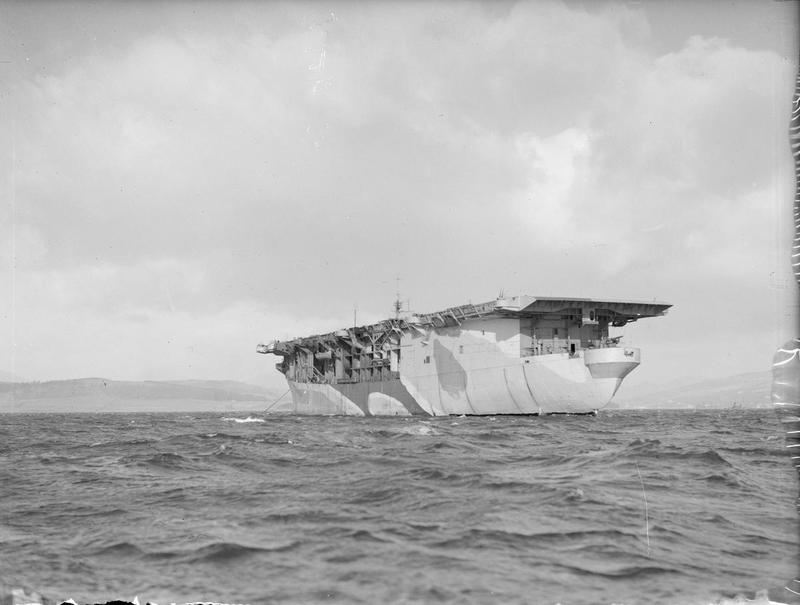
La HMS Archer vista di poppa nel 1943.

La nave fu impostata il 1 agosto 1939 presso il cantiere Sun Shipbuilding & Dry Dock Company di Chester, in Pennsylvania. Varata il 14 dicembre 1939, fu completata e consegnata alla Moore-McCormack Lines il 24 aprile 1940. Circa un anno dopo la nave fu requisita per essere trasformata in una portaerei ausiliaria, in modo simile a quanto già fatto con la gemella Mormacmail. I lavori, eseguiti dai cantieri Newport News Ship Building & Dry Dock, in Virginia, furono completati il 15 novembre 1941 e la nave fu quindi consegnata alla Royal Navy britannica come parte del patto Lend-Lease, prendendo il nome di HMS Archer. Le prime fasi di servizio della nave furono estremamente travagliate: durante le prove in mare si verificarono diversi problemi tecnici, tanto che l'effettiva entrata in servizio della Archer fu rinviata fino al gennaio seguente.
Finalmente superate le prove a mare, il 9 gennaio 1942 la nave si diresse a Norfolk per imbarcare dei velivoli diretti oltreoceano, ma si manifestarono nuovamente dei problemi meccanici, che richiesero riparazioni. La Archer, pur ancora affetta da avarie, partì da Norfolk il 13 gennaio, ma in serata entrò in collisione con il piroscafo misto Brazos, battente bandiera peruviana. I passeggeri e l'equipaggio della nave affondata si misero in salvo sulla Archer, che aveva però riportato pesanti danni e imbarcava acqua a prua. La nave procedette lentamente a marcia indietro, con l'elica in parte fuori dall'acqua, fino a quando non fu soccorsa dal rimorchiatore USS Cherookee, che la rimorchiò a Charleston.
In marzo, completate le riparazioni, la Archer imbarcò 12 Grunman Martlet destinati alla HMS Illustrious e i quattro Fairey Swordfish che costituivano il suo squadrone, l'834 Naval Air Squadron. La Archer giunse a Freetown il 3 aprile, imbarcando a sua volta due Martlet provenienti dalla HMS Illustrious. Era previsto che la Archer proseguisse verso Città del Capo, completando poi la circumnavigazione dell'Africa ed entrando nel Mediterraneo attraverso il Canale di Suez, ma la nave continuò ad essere afflitta da noie tecniche e, superato il Capo di Buona Speranza, invertì la rotta verso il Regno Unito per subire le necessarie riparazioni. Durante il viaggio verso la Gran Bretagna, la Archer soccorse i sopravvissuti della Lylepark, affondata dalla nave corsara tedesca Michel; durante le operazioni di ricerca, il 15 giugno 1942, uno degli Swordfish imbarcati fu il primo velivolo ad atterrare sull'Isola di Ascensione. Nuovi problemi meccanici portarono ad un ulteriore cambio di ordini: la Archer fece ritorno a Freetown e il 26 giugno partì alla volta di New York, dove giunse il 15 luglio. Le riparazioni durarono, questa volta, tre mesi e mezzo; la nave tornò in servizio a novembre, trasportando 35 Curtiss P-40F in Marocco. Concluse le operazioni di trasporto, la HMS Archer scortò il convoglio MKF3, diretto dall'Algeria alla Gran Bretagna. Giunta a destinazione la nave fu sottoposta a ulteriori lavori di modifica, che comportarono l'allungamento del ponte di volo e la sostituzione di parte dell'armamento.
Compiute delle prove a mare, la nave fu ispezionata dal re Giorgio VI, venendo rimandata in cantiere per degli ulteriori lavori di riparazione. A maggio 1943 la HMS Archer raggiunse il 4th Escort Group, operante al largo dell'Islanda e impegnato in attività di supporto ai convogli. Il 23 maggio uno Swordfish decollato dalla HMS Archer affondò il sottomarino tedesco U-752; si trattava del primo sottomarino affondato con soli siluri e del secondo affondato da velivoli decollati da una portaerei di scorta.
La HMS Archer proseguì nei mesi seguenti nelle sue attività di scorta di convogli. Tuttavia, la nave fu per l'ennesima volta afflitta da problemi meccanici; tornata in cantiere in Gran Bretagna a fine luglio, iniziando dei profondi lavori di sistemazione dell'apparato motore. Tuttavia, i problemi si rivelarono essere cronici e il 6 novembre la nave fu ritirata dal servizio attivo, venendo utilizzata come deposito e alloggio galleggiante nei mesi successivi. Nell'agosto 1944 la nave fu rimorchiata a Belfast, dove furono completati i lavori di riparazione.

### 1945 - 1946: Empire Lagan
Dopo sette mesi e mezzo di lavori, il 15 marzo 1945 la nave fu assegnata al Ministry of War Transport, che la diede in gestione alla Blue Funnel Line. Rinominata Empire Lagan, fu utilizzata nei mesi successivi per il trasporto di aerei. Tornata alla Royal Navy in dicembre, la nave fu restituita alla Marina statunitense nel gennaio 1946, venendo successivamente posta in disarmo.

### 1948 - 1955: Anna Salén

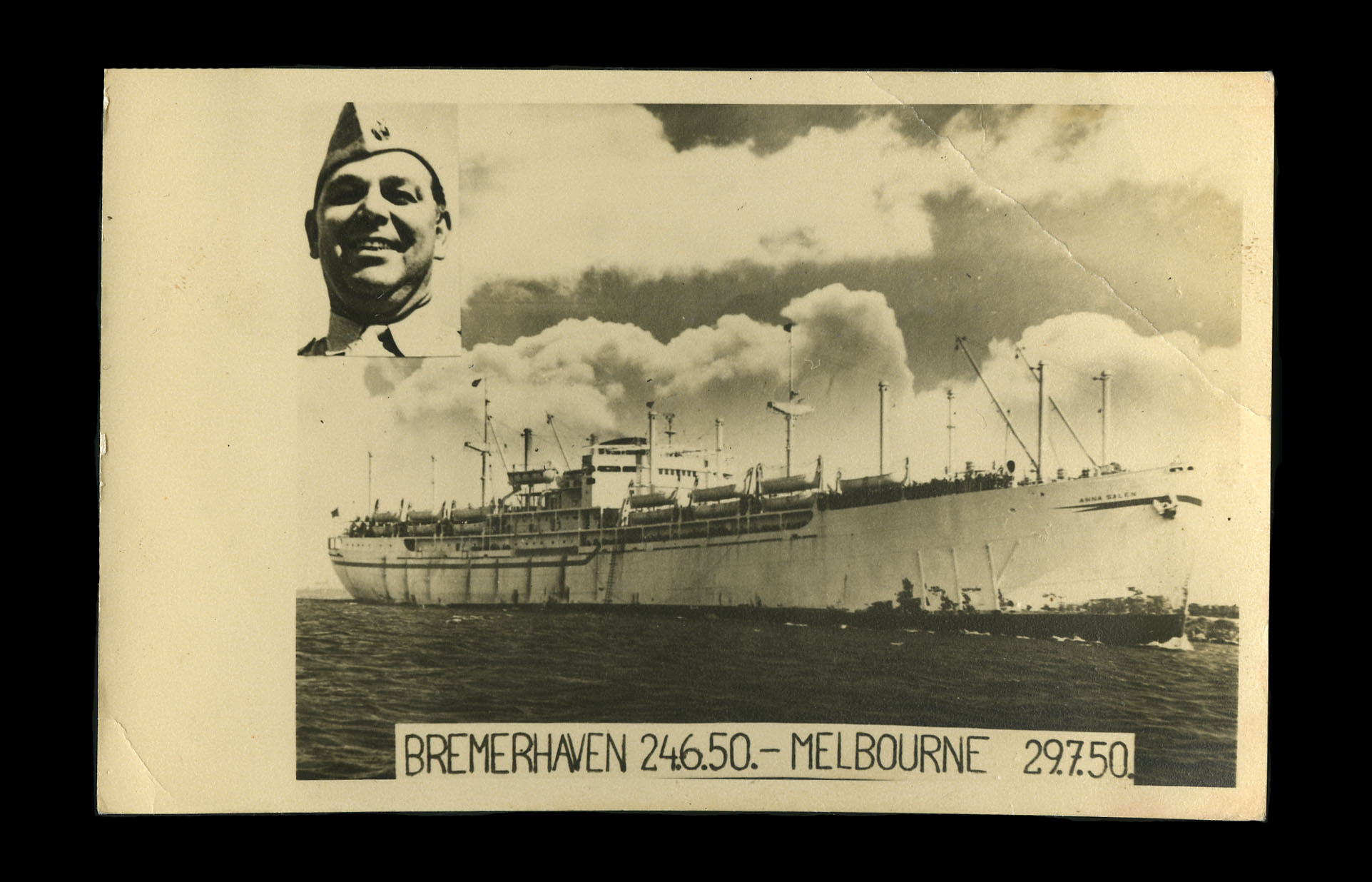
La nave come Anna Salen (1950).

Nel 1948 la nave fu acquisita dall'armatore svedese Sven Salén, che ne ordinò la conversione in bulk carrier. Tuttavia, poco prima che i lavori fossero completati Salén ottenne un contratto dall'International Refugees Organization per il trasporto di profughi verso l'Australia. La Anna Salén compì un solo viaggio come bulk carrier, una traversata tra Stati Uniti e Italia con un carico di carbone, e venne poi adattata per il trasporto di passeggeri. La Anna Salén iniziò questo servizio il 22 maggio 1949, quando partì da Napoli con a bordo 1503 passeggeri; la nave giunse a Sydney il 21 giugno. Nel corso del quarto viaggio verso l'Australia, la Anna Salén ebbe dei problemi meccanici, che la costrinsero a riparare ad Aden. I passeggeri furono trasbordati sulla compagna di flotta Skaugum, mentre la Anna Salén fece ritorno in Europa, dove fu sottoposta a lavori di riparazione.
La nave tornò in servizio nel giugno 1950, continuando a trasportare rifugiati verso l'Australia e il Canada. Il 13 agosto 1952 la nave entrò in collisione con la baleniera norvegese Thorshovdi al largo della Scozia, riportando danni alla prua; compiute le necessarie riparazioni, la Anna Salén tornò regolarmente in servizio.

### 1955 - 1961: Tasmania, Union Reliance
Nel 1955 la nave passò alla Hellenic Mediterranean Lines. Rinominata Tasmania, continuò a essere impiegata nelle rotte verso l'Australia, stavolta trasportando migranti greci con partenza dal Pireo. In uno di questi viaggi la nave si incagliò, riportando danni al fondo che la costrinsero a diversi giorni di sosta per le riparazioni. La Tasmania lasciò definitivamente l'Australia nell'ottobre 1956: le sistemazioni passeggeri furono rimosse e la nave tornò a essere impiegata come cargo.
Nel 1961 la nave fu venduta alla China Union Line, prendendo bandiera di Taiwan. Rinominata Union Reliance, continuò a essere impiegata come cargo. Il 7 novembre, mentre transitava nello Houston Ship Channel, entrò in collisione con la petroliera norvegese Berean, presumibilmente per un guasto al sistema di governo. La Union Reliance prese fuoco; nella collisione e conseguente incendio persero la vita 12 persone. Il relitto, abbandonato dai proprietari, fu rimosso dalle autorità statunitensi e venduto per demolizione a 109 000 Dollari nel gennaio 1962.